# Jeremy Piven
Jeremy Samuel Piven (Manhattan, Nueva York, 26 de julio de 1965) es un actor y productor estadounidense. Es conocido por su papel de Ari Gold en la serie Entourage, por el cual ganó tres Premios Emmy y un Globo de Oro.

## Primeros años
Piven nació en Manhattan y creció en Evanston, Illinois, una ciudad ubicada en las afueras de Chicago. Se graduó en la Evanston Township High School, y durante su adolescencia asistió al Harand Theater Camp en Elkhart Lake, Wisconsin. Fue ahí donde interpretó a "Bernardo" en una obra de West Side Story. En Illinois, se entrenó en el Piven Theatre Workshop, una academia de teatro fundada por sus padres, Byrne Piven y Joyce Piven, ambos actores y profesores de actuación. También asistió a la Drake University en Des Moines, y es miembro de la fraternidad "Pi Kappa Alpha". Pasó un semestre en el National Theater Institute de Connecticut. Ha aparecido en varias películas junto a John Cusack, quien también es originario de Evanston y alumno de Piven Theatre Workshop (al igual que sus hermanas Joan y Ann). Durante un tiempo, Piven y Cusack compartieron un apartamento y han sido amigos desde la secundaria.

## Carrera
El primer papel importante de Piven fue en la serie de HBO The Larry Sanders Show, como miembro regular durante varias temporadas, interpretando al escritor principal, Jerry. Algunas de las exitosas películas en las que ha trabajado son Lucas, Grosse Pointe Blank, Solteros, Very Bad Things, The Family Man, Black Hawk Down, Heat, Old School, RocknRolla, Smokin' Aces y Runaway Jury. También ha hecho cameos en Rush Hour 2 y Cars.
Entre 2004 y 2011 Piven interpretó a Ari Gold en la serie de HBO Entourage, un excéntrico agente de Hollywood. Por dicho papel recibió dos Globos de Oro como mejor actor de reparto en 2006 y 2008. Además fue nominado al premio Emmy en la misma categoría en cuatro ocasiones consecutivas, desde 2005 a 2008, ganándolo en 2006, 2007 y 2008. Piven también fue actor y productor de la serie Cupid y formó parte del reparto en las tres últimas temporadas de la sitcom Ellen donde interpretó al primo de Ellen, Spence. Además le prestó la voz a Elongated Man en tres capítulos de Liga de la Justicia Ilimitada.
En 2007, Piven apareció en el videoclip de "Drivin' Me Wild", el tercer sencillo del séptimo álbum del rapero Common. Ambos fueron compañeros en Smokin' Aces y en Saturday Night Live cuando Piven fue anfitrión en enero de 2007.
Trabajó en el primer reestreno de Broadway de Speed-the-Plow de David Mamet, junto a la estrella de Mad Men Elisabeth Moss y al nominado al Tony Raúl Esparza. Comenzaron a trabajar en la producción el 3 de octubre de 2008 y fue estrenada el 23 de ese mismo mes; la obra duró hasta el 22 de febrero de 2009. Después de que Piven se perdiera varias funciones, en diciembre de 2008, su representante anunció que, debido a una enfermedad, el actor abandonaría la obra definitivamente. Se reveló que la enfermedad fue causada por la exposición al mercurio o un compuesto, aunque la fuente es desconocida. Algunos rumores han indicado que los altos niveles de mercurio podrían haber sido causados por su hábito a comsumir sushi en exceso, varias veces al día por 20 años. Mamet declaró bromeando que Piven dejó la obra para "continuar una carrera como termómetro". En septiembre de 2009, Piven apareció como invitado en Late Show with David Letterman donde explicó que había abandonado la carne roja y la carne de ave, y que había estado consumiendo pescado durante los últimos 20 años. William H. Macy y Norbert Leo Butz lo remplazaron en la obra.
Su primera película como protagonista es The Goods: Live Hard, Sell Hard. Fue lanzada en agosto de 2009, no consiguió éxito a nivel comercial ni tampoco fue bien tratada por la crítica, recibiendo críticas negativas en general.
En 2013 interpretó el papel protagonista en la serie británica de televisión dramática Mr Selfridge , serie que narra la historia de los grandes almacenes Selfridges de Londres. El programa se emite en el canal ITV en el Reino Unido y en la PBS en los Estados Unidos.

## Vida privada
Piven se considera un "budista judío". Apareció en un canal de viajes en un especial Jeremy Piven's Journey of a Lifetime, detallando su viaje a lo largo de la India.
Es un ferviente fanático de los Chicago Bulls.

## Filmografía selecta
| Cine       | Cine                                  | Cine                           | Cine                           |
| Año        | Película                              | Papel                          | Notas                          |
| ---------- | ------------------------------------- | ------------------------------ | ------------------------------ |
| 1986       | Lucas                                 | Spike                          |                                |
| 1986       | One Crazy Summer                      | Ty                             |                                |
| 1989       | Say Anything...                       | Mark                           |                                |
| 1990       | The Grifters                          | Sailor - Freshman              |                                |
| 1990       | White Palace                          | Kahn                           |                                |
| 1992       | The Player                            | Steve Reeves                   |                                |
| 1992       | Bob Roberts                           | Candle Seller                  |                                |
| 1992       | Singles                               | Doug Hughley                   |                                |
| 1992       | There Goes the Neighborhood           | Albert Lodge                   |                                |
| 1993       | Twenty Bucks                          | Nervous Quick-Mart Clerk       |                                |
| 1993       | Judgment Night                        | Ray Cochran                    |                                |
| 1994       | Floundering                           | Guy                            |                                |
| 1994       | Car 54, Where Are You?                | Herbert Hortz                  |                                |
| 1994       | PCU                                   | James ‘Droz’ Andrews           |                                |
| 1995       | Miami Rhapsody                        | Mitchell                       |                                |
| 1995       | Dr. Jekyll and Ms. Hyde               | Peter Walston                  |                                |
| 1995       | Heat                                  | Dr. Bob                        |                                |
| 1996       | Larger Than Life                      | Walter                         |                                |
| 1997       | Just Write                            | Harold McMurphy                |                                |
| 1997       | Grosse Pointe Blank                   | Paul Spericki                  |                                |
| 1997       | Kiss the Girls                        | Henry Castillo, LAPD           |                                |
| 1998       | Con los ojos del corazón              | Billy Swan                     |                                |
| 1998       | Phoenix                               | Fred Shuster                   |                                |
| 1998       | Very Bad Things                       | Michael Berkow                 |                                |
| 2000       | The Crew                              | Det. Steve Menteer             |                                |
| 2000       | The Family Man                        | Arnie                          |                                |
| 2001       | Serendipity                           | Dean Kansky                    |                                |
| 2001       | Rush Hour 2                           | Versace Salesman               |                                |
| 2001       | Black Hawk Down                       | Clifton "Elvis" Wolcott        |                                |
| 2002       | Highway                               | Scawldy.                       |                                |
| 2003       | Old School                            | Dean Gordon ‘Cheese’ Pritchard |                                |
| 2003       | Runaway Jury                          | Lawrence Green                 |                                |
| 2003       | Scary Movie 3                         | Ross Giggins                   |                                |
| 2004       | Chasing Liberty                       | Alan Weiss                     |                                |
| 2005       | Two for the Money                     | Jerry                          |                                |
| 2005       | Scooby Doo in Where's My Mummy?       | Rock Rivers (voz)              | Directamente para video        |
| 2006       | Cars                                  | Harv                           | voz                            |
| 2006       | Keeping Up with the Steins            | Adam Fiedler                   |                                |
| 2006       | Smokin' Aces                          | Buddy ‘Aces’ Israel            |                                |
| 2007       | The Kingdom                           | Damon Schmidt                  |                                |
| 2008       | RocknRolla                            | Roman                          |                                |
| 2009       | The Goods: Live Hard, Sell Hard       | Don Ready                      |                                |
| 2011       | Spy Kids 4: All the Time in the World | The Meeketer                   |                                |
| 2012       | Peligrosamente infiltrada             | Armon Ranford                  |                                |
| 2014       | Sin City: A Dame to Kill For          | Bob                            |                                |
| 2014       | Edge of Tomorrow                      | Coronel Walter Marx            | Sin acreditar                  |
| 2015       | Entourage                             | Ari Gold                       |                                |
| 2023       | Sweetwater                            | Joe Lapchick                   |                                |
| Televisión |                                       |                                |                                |
| Año        | Título                                | Papel                          | Notas                          |
| 1990       | Carol & Company                       | Sketch                         |                                |
| 1993       | Seinfeld                              | Michael Barth                  | 1 capítulo                     |
| 1995       | Chicago Hope                          | Godfrey Nabbott                | 2 capítulos                    |
| 1995       | Pride & Joy                           | Nathan Green                   |                                |
| 1997       | The Drew Carey Show                   | Spence Kovak                   | 1 capítulo                     |
| 1997       | Grace Under Fire                      | Spence Kovak                   | 1 capítulo                     |
| 1997       | Coach                                 | Spence Kovak                   | 1 capítulo                     |
| 1997       | Duckman: Private Dick/Family Man      | Victor DeMann (voz)            | 1 capítulo                     |
| 1992-1998  | The Larry Sanders Show                | Jerry Capen                    | 15 capítulos                   |
| 1993       | 12:01                                 | Howard Richter                 | Telefilme                      |
| 1995-1998  | Ellen                                 | Spence Kovak                   | 72 capítulos                   |
| 1997       | Don King: Only in America             | Hank Schwartz                  | Telefilme                      |
| 1998-1999  | Cupid                                 | Trevor Hale/Cupido             | 15 capítulos Productor         |
| 2000       | Will & Grace                          | Nicholas                       | 1 capítulo                     |
| 2000       | Buzz Lightyear of Star Command        | Brain Pod #57 (voz)            | 1 capítulo                     |
| 2002       | Rugrats                               | voces                          | 1 capítulo                     |
| 2002       | The Twilight Zone                     | Tyler Ward                     | 2 capítulos                    |
| 2003       | Spider-Man: The New Animated Series   | Roland Gaines (voz)            | 2 capítulos                    |
| 2004-2005  | Justice League Unlimited              | Elongated Man (voz)            | 3 capítulos                    |
| 2004-2011  | Entourage                             | Ari Gold                       | 96 capítulos                   |
| 2006       | Jeremy Piven's Journey of a Lifetime  | Jeremy Piven                   | Documental Productor ejecutivo |
| 2013-      | "Mr. Selfridge"                       | Mr. Selfridge                  | 39 capítulos                   |

## Premios

### Premios Globo de Oro
| Año  | Categoría                                              | Trabajo Nominado | Resultado | Ref.   |
| ---- | ------------------------------------------------------ | ---------------- | --------- | ------ |
| 2005 | Mejor actor de reparto de serie, miniserie o telefilme | Entourage        | Nominado  | [ 16 ] |
| 2006 | Mejor actor de reparto de serie, miniserie o telefilme | Entourage        | Nominado  | [ 16 ] |
| 2007 | Mejor actor de reparto de serie, miniserie o telefilme | Entourage        | Nominado  | [ 16 ] |
| 2008 | Mejor actor de reparto de serie, miniserie o telefilme | Entourage        | Ganador   | [ 16 ] |
| 2009 | Mejor actor de reparto de serie, miniserie o telefilme | Entourage        | Nominado  | [ 16 ] |
| 2010 | Mejor actor de reparto de serie, miniserie o telefilme | Entourage        | Nominado  | [ 16 ] |

### Premios Primetime Emmy
| Año  | Categoría                                 | Trabajo Nominado | Resultado | Ref.   |
| ---- | ----------------------------------------- | ---------------- | --------- | ------ |
| 2005 | Mejor actor de reparto - Serie de comedia | Entourage        | Nominado  | [ 17 ] |
| 2006 | Mejor actor de reparto - Serie de comedia | Entourage        | Ganador   | [ 17 ] |
| 2007 | Mejor actor de reparto - Serie de comedia | Entourage        | Ganador   | [ 17 ] |
| 2008 | Mejor actor de reparto - Serie de comedia | Entourage        | Ganador   | [ 17 ] |

### Premios del Sindicato de Actores
| Año  | Categoría                        | Trabajo Nominado | Resultado | Ref.   |
| ---- | -------------------------------- | ---------------- | --------- | ------ |
| 2007 | Mejor actor - Serie de comedia   | Entourage        | Nominado  | [ 18 ] |
| 2007 | Mejor reparto - Serie de comedia | Entourage        | Nominado  | [ 18 ] |
| 2008 | Mejor actor - Serie de comedia   | Entourage        | Nominado  | [ 19 ] |
| 2008 | Mejor reparto - Serie de comedia | Entourage        | Nominado  | [ 19 ] |
| 2009 | Mejor actor - Serie de comedia   | Entourage        | Nominado  | [ 20 ] |
| 2009 | Mejor reparto - Serie de comedia | Entourage        | Nominado  | [ 20 ] |